# Система погружения и всплытия
Система погружения и всплытия — комплекс устройств и механизмов, предназначенный для управляемого погружения подводной лодки и её перемещения под водой в вертикальном направлении с сохранением заданных значений крена и дифферента.
Состоит из балластных и вспомогательных цистерн, соединительных трубопроводов и арматуры.

## Цистерны главного балласта

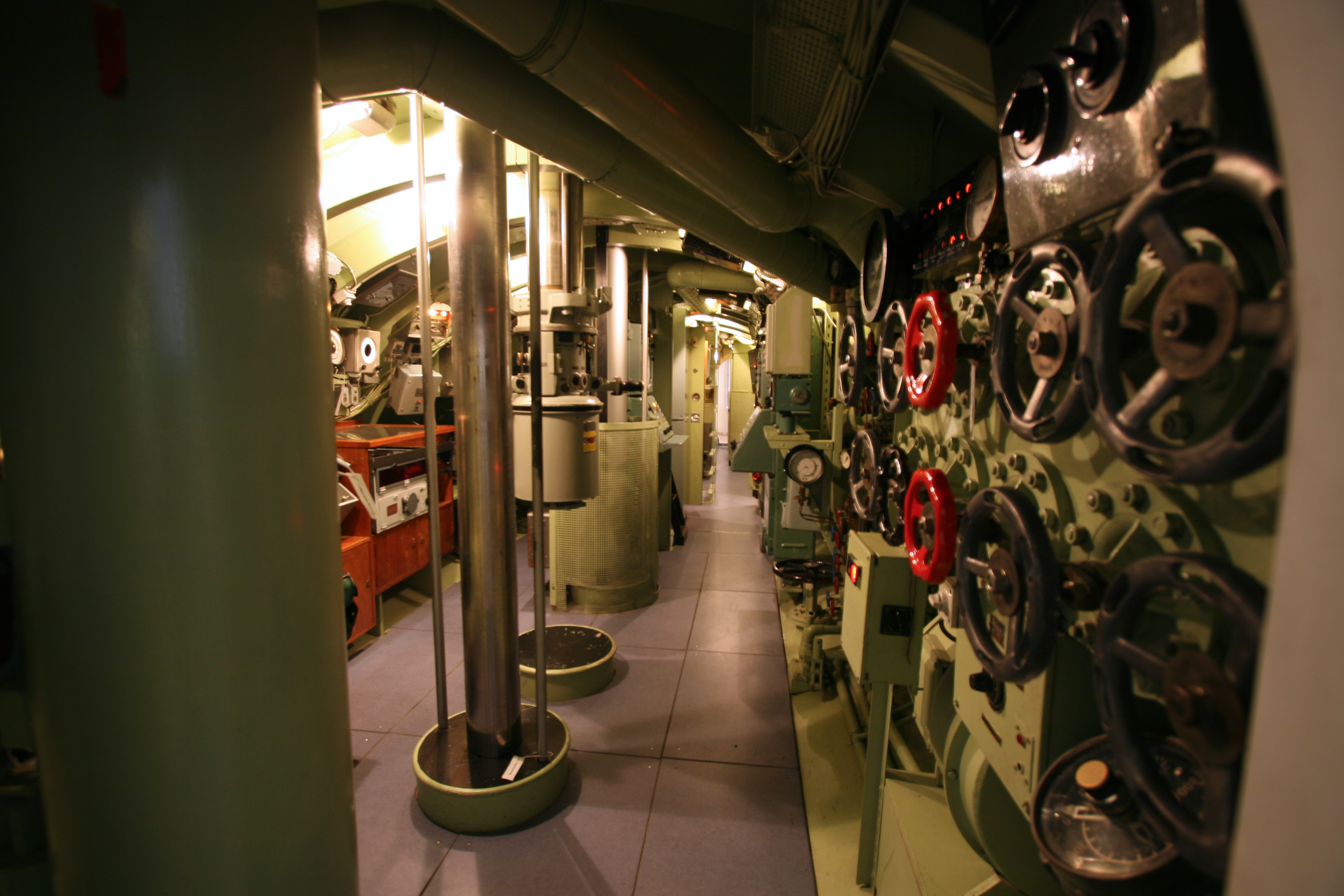
Станция погружения и всплытия в центральном посту ПЛ (макет). На первом плане справа — раздаточная колонка, клапана ЦГБ (маховики чёрные) и ЦБП (красные)

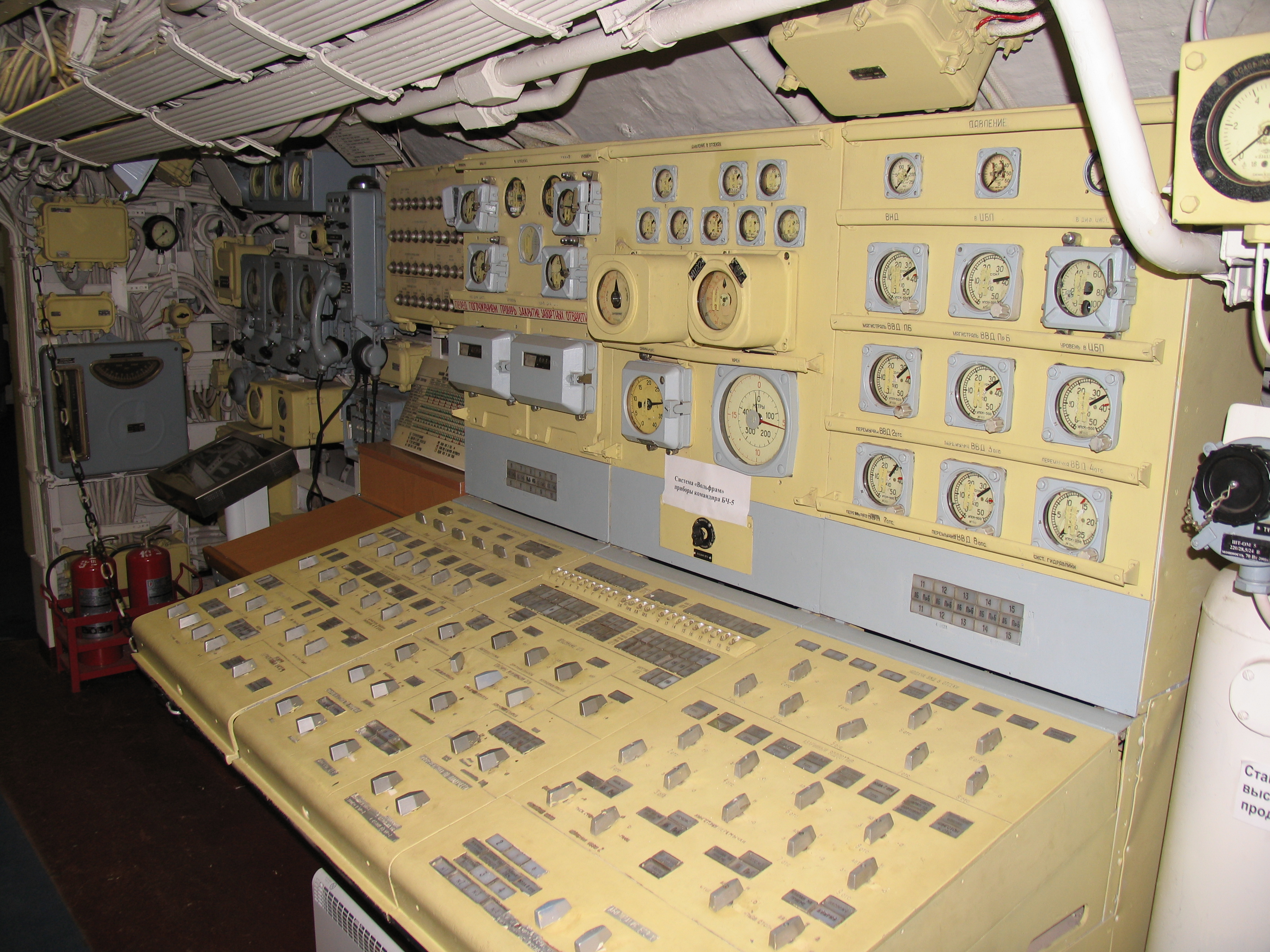
Пульт управления цистернами ПЛ Б-396 проекта 641Б. Пост БЧ-5 (БП-35)

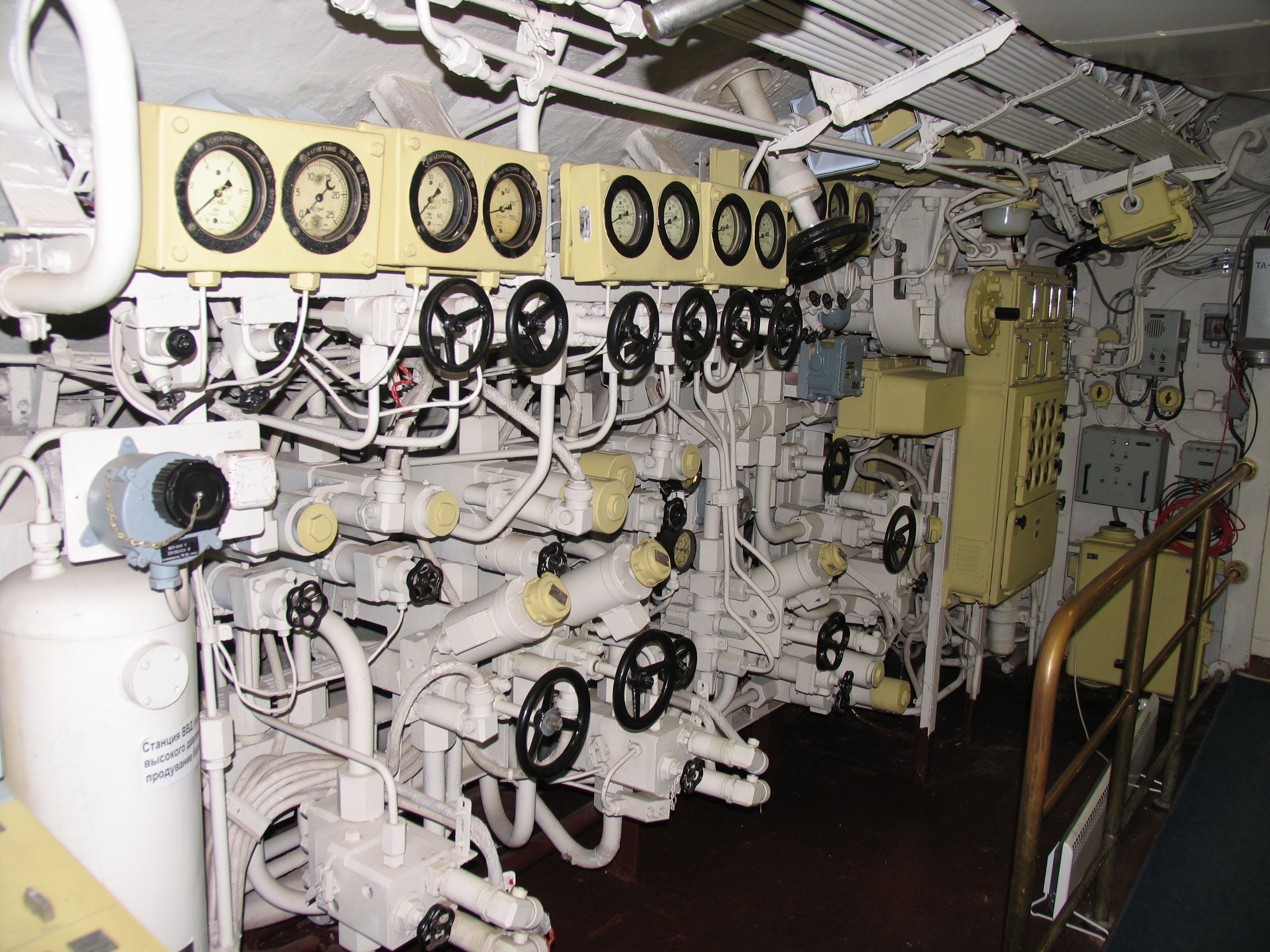
Клапаны ВВД для продувания балластных цистерн

Главным элементом являются цистерны главного балласта (ЦГБ). Их заполнением погашают основной запас плавучести ПЛ, и обеспечивают нормальное погружение. По длине лодки цистерны разделены переборками. Обычно к каждому отсеку прочного корпуса прилегают побортно 2 ЦГБ. Имеются также ЦГБ в оконечностях легкого корпуса. Чтобы лучше контролировать погружение, ЦГБ разбиты на группы: носовую, кормовую и среднюю, которые можно заполнять или продувать независимо или одновременно. Допускают и индивидуальное заполнение или продувание цистерн.
В верхней части ЦГБ находятся клапаны вентиляции (КВ), а в верхнем стрингере аварийные захлопки (АЗ). В нижней части — кингстоны, или для бескингстонных ПЛ — шпигаты. Совместным открытием и закрытием их достигают выпуск воздуха из цистерн или его удержание при погружении (всплытии).
Как правило, балласт ПЛ рассчитывают так, чтобы с заполненными концевыми группами лодка плавала «под рубку» — над водой только ограждение рубки. Такое положение называют «позиционным». При нормальном (не срочном) погружении сначала заполняют концевые группы, проверяют герметичность корпуса и посадку, затем заполняют среднюю группу. При нормальном всплытии среднюю группу продувают первой.

## Цистерны вспомогательного балласта

### Уравнительная цистерна
На практике лодка имеет остаточную плавучесть, то есть существует разница между объёмом ЦГБ и объёмом воды, которую нужно принять для полного погружения. Эту разницу компенсируют с помощью цистерн вспомогательного балласта. Приём или откачка воды в уравнительную цистерну погашает остаточную плавучесть. Но любой приём балласта сопровождается его смещением. Лодка под водой очень чувствительна, особенно к продольным смещениям. Достаточно переместить из носа в корму сотню килограмм, чтобы сбить дифферент. Известны случаи, когда переходом экипажа из отсека в отсек лодку удерживали от самопроизвольного всплытия при торпедной атаке. Не случайно также, что Корабельный устав предусматривает измерение количества воды при дифферентовке как в кубометрах, так и в литрах.

### Дифферентные цистерны
Для компенсации продольного смещения грузов имеются дифферентные цистерны — носовая и кормовая. Основным способом перекачки вспомогательного балласта между дифферентными цистернами является передувание с помощью сжатого воздуха, так как этот способ быстрейший. Возможна также перекачка с помощью помп. Приём и откачку вспомогательного балласта и его перекачку, с целью добиться равновесия погруженной ПЛ на ровном киле, называют «дифферентовкой».
Лодку считают нормально удифферентованной, если в подводном положении плавает на ровный киль, и для поддержания глубины и дифферента на ходу достаточно небольших перекладок рулей. На практике считают, что лодка должна идти с дифферентом 0,5-1,5 градуса на нос.
Цистерны вспомогательного балласта находятся внутри прочного корпуса. Уравнительная — вблизи центра тяжести, дифферентные — в оконечностях. Уравнительную цистерну выполняют прочной, дифферентные могут быть лёгкими.

### Цистерна быстрого погружения
Когда требуется срочное погружение и заполнение даже всех ЦГБ сразу оказывается слишком медленным, используют цистерну быстрого погружения (ЦБП, иногда называют «цистерной срочного погружения»). Её объём не входит в расчётный запас плавучести, то есть, приняв в неё балласт, лодка становится тяжелее окружающей воды, что помогает «провалиться» на глубину. После этого, разумеется, цистерну быстрого погружения немедленно продувают. Её располагают в прочном корпусе и выполняют прочной либо равнопрочной и располагают в межбортном пространстве. Также у неё имеется особенность — клапаны вентиляции и кингстоны ЦБП гидравлические.

## Специальные цистерны
Не относят прямо к системе погружения и всплытия, но влияют на дифферентовку. Среди важнейших специальных цистерн:
- Торпедо- и ракетозаместительные цистерны — служат для компенсации веса израсходованных ракет и торпед
- Цистерны кольцевого зазора — для хранения воды, заполняющей ТА или ракетные шахты перед выстрелом
- Топливные цистерны — топливо представляет большой переменный груз, особенно на дизельных ПЛ. По мере его расходования дифферентовка меняется. Чтобы минимизировать влияние на дифферентовку, расходование производят под контролем, в определённом порядке